# Spasmus hemifacialis
Der Spasmus hemifacialis (oder Hemispasmus facialis) ist eine einseitig (hemi) auftretende unwillkürliche Verkrampfung (Spasmus) der Gesichtsmuskulatur. Ursache ist meist ein Gefäß-/Nervenkontakt, ein sogenanntes mikrovaskuläres Kompressionssyndrom.

## Epidemiologie
Die Erkrankung tritt meist jenseits des 60. Lebensjahres auf. Prädisponierend sind weibliches Geschlecht (männlich zu weiblich = 1:2) und langjähriger Bluthochdruck. Die Prävalenz liegt für Männer bzw. Frauen bei 7 bzw. 14/100.000 Menschen.

## Symptome
Es kommt zu einschießenden Verkrampfungen (Spasmen) der vom Nervus facialis angesteuerten Muskeln. Diese können schmerzhaft sein. Oft beginnt die Symptomatik um das Auge (Musculus orbicularis oculi) und breitet sich über Monate bis Jahre auf die gesamte Gesichtshälfte (bis zum Platysma) aus. Eine Fazialislähmung ist sehr selten und weist auf eine andere zugrundeliegende Erkrankung hin.

## Pathogenese
Ursache ist in über 90 % der Fälle eine Kompression des N. facialis durch ein Blutgefäß in der hinteren Schädelgrube, also nahe dem Ursprung des Nerven vor seinem Eintritt in des Felsenbein. Dabei sind die A. cerebelli inferior posterior (PICA) in ca. 40 % und die A. cerebelli inferior anterior (AICA) in ca. 20 % der Fälle am häufigsten beteiligt. Diese verlängern sich meist durch langjährigen Bluthochdruck und verlaufen dann zunehmend geschlängelt, bis sie gegen den Nerven drücken. Die Pulsation des Gefäßes bewirkt dann eine lokale Schädigung der Myelinscheiden. Durch diesen Verlust an elektrischer Isolation können elektrische Erregungen zwischen den Nervenfasern springen und dadurch die Verkrampfung der mimischen Muskulatur auslösen. Ursächlich kann hier unter anderem eine Erweiterung der Arteria basilaris sein welche zu einer Kompression der Fascial Nerven führt.
Damit ist die Ursache des Spasmus hemifacialis identisch der der Trigeminusneuralgie, nur dass ein anderer Hirnnerv betroffen ist.
Seltene andere Ursachen sind Gefäßmissbildungen (Angiom) oder Tumoren oder eine Multiple Sklerose.

## Diagnostik
Zur Abklärung gehört eine Kernspintomographie (MRT). Weiterhin sollte eine elektrophysiologische Untersuchung erfolgen (Elektromyographie, Neurographie).
Dadurch müssen andere Differentialdiagnosen ausgeschlossen werden, insbesondere Tumoren der hinteren Schädelgrube (z. B. Akustikusneurinom) und eine Multiple Sklerose. Daher kann im Einzelfall eine Liquorpunktion sinnvoll sein.

## Therapie
Therapie der Wahl ist die Injektion von Botulinum-Toxin in die betroffenen Muskeln. Dies ist nur aller 3–5 Monate erforderlich und hat eine Wirksamkeit von > 80 % für einen sehr guten Erfolg bzw. >90 % für eine Linderung. Wirkungsverlust kann vorkommen, meist auf Grundlage einer Antikörperbildung gegen Botulinum-Toxin.
Antiepileptika sind ähnlich dem Effekt bei der Trigeminusneuralgie ebenfalls wirksam. Die meisten Erfahrungen liegen für Carbamazepin vor (öfter Wirkungsverlust angegeben im Verlauf). Aber auch viele neuere Antiepileptika sind im Einzelfall erfolgreich eingesetzt worden (Gabapentin, Pregabalin, Topiramat, Levetiracetam, Zonisamid).
Als ursächliche und chirurgische Therapie kommt die mikrovaskuläre Dekompression (Jannetta-Operation) infrage, bei welcher der Gefäß-Nervenkonflikt chirurgisch aufgehoben wird. Die Erfolgsquote liegt bei ca. 80 %. Da es sich um eine komplizierte Operation in der hinteren Schädelgrube handelt, bleibt dies ultima ratio. Sie sollte bedacht werden, wenn die Behandlung mit Medikamenten nicht ausreichend wirkt oder vertragen wird.